# Dactylochelifer somalicus
Dactylochelifer somalicus es una especie de arácnido del orden Pseudoscorpionida de la familia Cheliferidae.

## Distribución geográfica
Se encuentra en Somalia.